# The Slip
The Slip (anche noto come Halo 27) è il settimo album dei Nine Inch Nails, pubblicato in tutto il mondo tramite download digitale il 5 maggio 2008. Trent Reznor ha prodotto l'album insieme ad Atticus Ross e Alan Moulder.

## Promozione e distribuzione
Prima dell'uscita del disco (il cui nome rimase sconosciuto fino al 5 maggio) vennero distribuite due tracce gratuitamente: il 22 aprile Discipline e il 2 maggio Echoplex.
Il tag ID3 dei brani consigliava agli ascoltatori di visitare il sito ufficiale dei Nine Inch Nails il 5 maggio, dove l'intero album venne pubblicato gratis. Come Ghosts I-IV, l'album è sottoposto ad una licenza commons non commerciale.

## Versioni
Il download digitale è disponibile in quattro differenti formati audio. La più bassa qualità è l'MP3, seguito da due formati lossless FLAC e Apple Lossless. Il formato con la maggior qualità è il 24/96 WAVE. Secondo il sito ufficiale dei Nine Inch Nails, copie fisiche dell'album sono state distribuite nei negozi a partire da luglio 2008.

## Tracce
1. 999,999 – 1:25
2. 1,000,000 – 3:56
3. Letting You – 3:49
4. Discipline – 4:19
5. Echoplex – 4:45
6. Head Down – 4:55
7. Lights in the Sky – 3:29
8. Corona Radiata – 7:33
9. The Four of Us are Dying – 4:37
10. Demon Seed – 4:59

## Formazione
- Trent Reznor – performance, produzione, scrittura, direzione artistica
- Josh Freese – batteria
- Robin Finck – chitarra
- Alessandro Cortini – performance
- Atticus Ross – produzione, programmazione, engineering
- Alan Moulder – mixing, produzione, engineering
- Michael Tuller – engineering
- Brian Gardner – mastering
- Steve "Coco" Brandon – room tuning
- Rob Sheridan – direzione artistica